# Ezaline Boheman

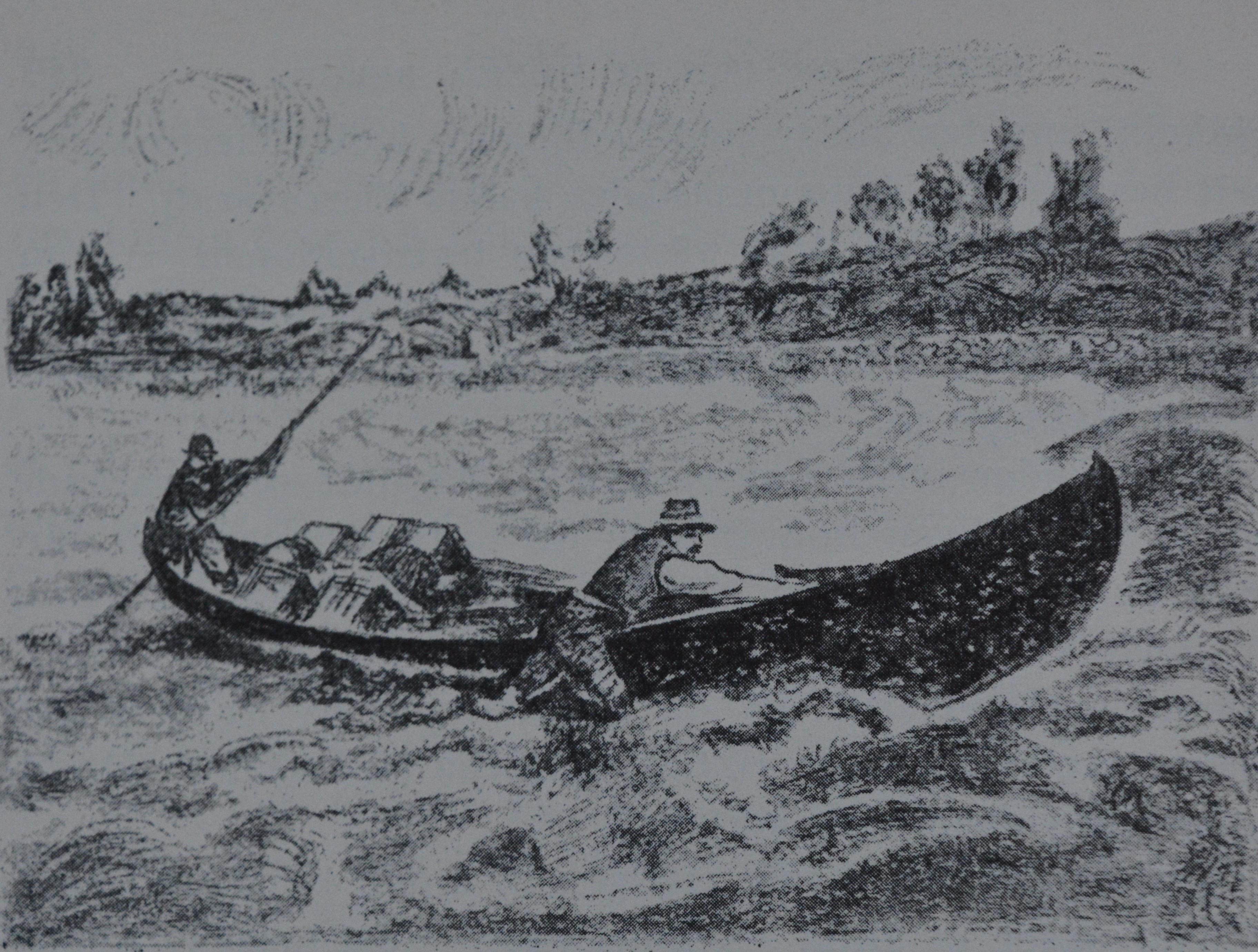
Sikfiske vid Kukkola, illustration i Svenska Turistföreningens årsskrift 1927

Ezaline Boheman, född Giron 17 oktober 1863 på Länna gård, Huddinge församling, Stockholms län, död 15 november 1939 kyrkobokförd i Saltsjöbadens församling, Stockholms län
, var en svensk författare och journalist. Hon var hustru till Mauritz Boheman.
Boheman var dotter till godsägaren Paul Auguste Giron (1831–75) och Hilma Elisabeth Lönbohm (1841–63). Hon studerade vid Wallinska skolan i Stockholm, biträdde sin man vid redigerandet av Svenska Turistföreningens årsskrift och blev efter hans död redaktionssekreterare 1909 och 1911–28 redaktör.
Hon var en ivrig kvinnosakskvinna och var 1909–15 sekreterare i Landsföreningen för kvinnans politiska rösträtt och medlem av dess verkställande utskott 1909–16. Hon var vice ordförande och ordförande i Kvinnornas andelsförening Svenska hem 1905–15, medlem av Konsumtionsföreningens Stockholm med omnejd förvaltningsråd från 1916. Hon var ordförande i föreningen Stockholms läsesalong ett antal år och elektor för Stockholm stad 1921. Hon var suppleant i Frisinnade landsföreningens verkställande utskott, i Frisinnade kvinnors riksförbunds verkställande utskott samt i Stockholms frisinnade valmansförenings centralstyrelse.
Hon översatte en mängd arbeten från engelska, franska och tyska, bland annat verk av Rudyard Kipling, Hall Caine och Alfred de Musset. Hon tilldelades Illis Quorum av åttonde storleken 1928.